# Henye tócsahúr
A henye tócsahúr (Lythrum portula) a mirtuszvirágúak (Myrtales) rendjébe és a füzényfélék (Lythraceae) családjába tartozó faj. Egyes rendszerezők külön nemzetségbe, a Portula nevű nemzetségbe sorolják.

## Előfordulása
A henye tócsahúr Európában őshonos. Észak-Amerika nyugati részére, betelepítették ezt a növényfajt. A Börzsönyben megtalálható növényfaj.

## Megjelenése
Ez a füzény-faj, egyéves növény, a talajon kúszó 5-25 centiméter hosszú szárral. A szár négy élű, a csomókon legyökerezik, és többnyire vöröses színű. A levelek átellenesen állnak, fordított tojás alakúak. A virágok aprók, vöröses-fehérek, egyesével ülnek a levelek hónaljában.

## Életmódja
A henye tócsahúr kiszáradó pocsolyák és vizesárkok, szárazra került tómedrek, szántók nedves barázdamélyedések lakója. Savanyú, de tápanyagban gazdag homok- és vályogtalajokon nő. Mészben szegény területeken mindenütt megtalálható.
A virágzási ideje áprilistól július végéig tart.

## Képek

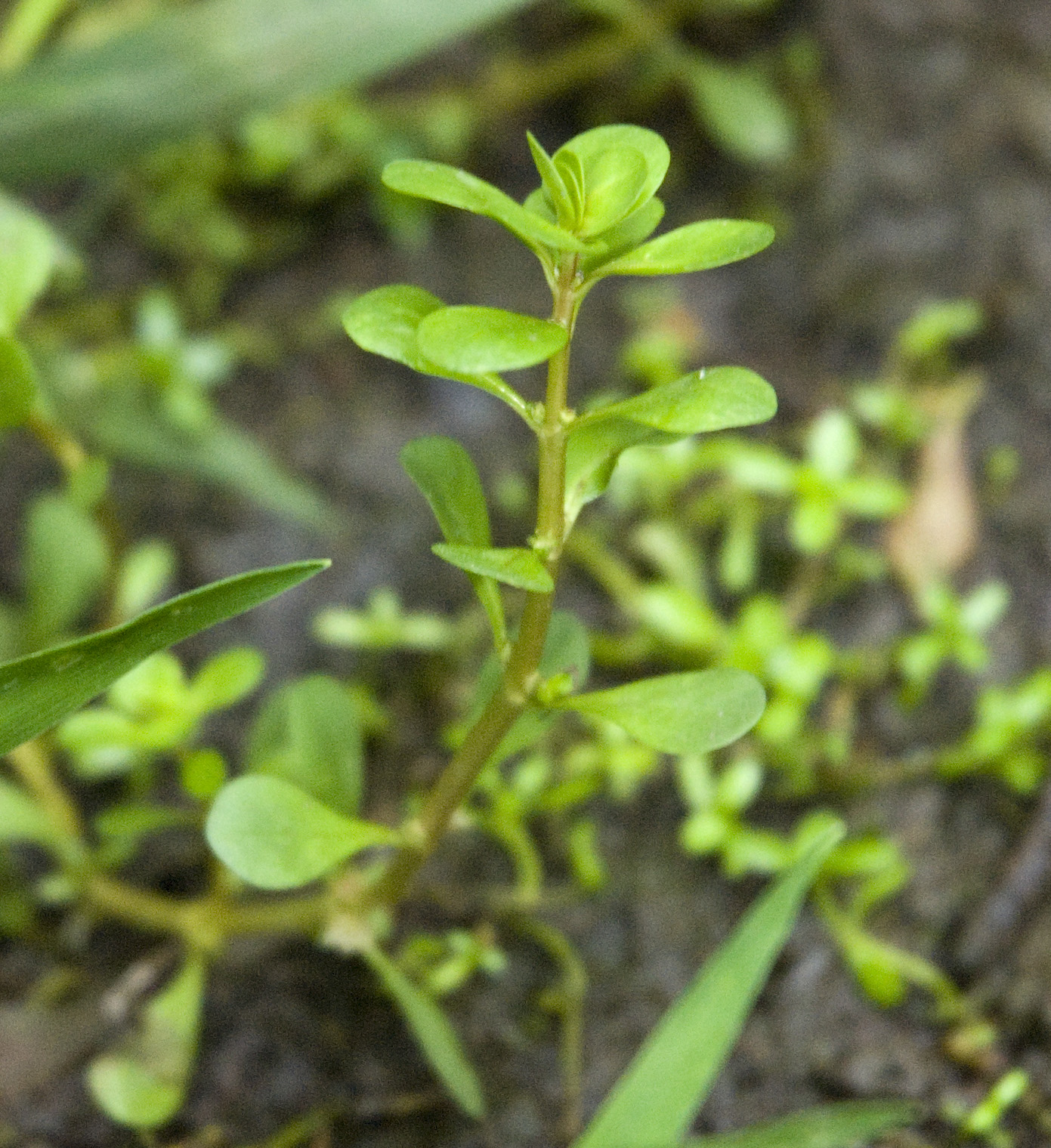
A növény
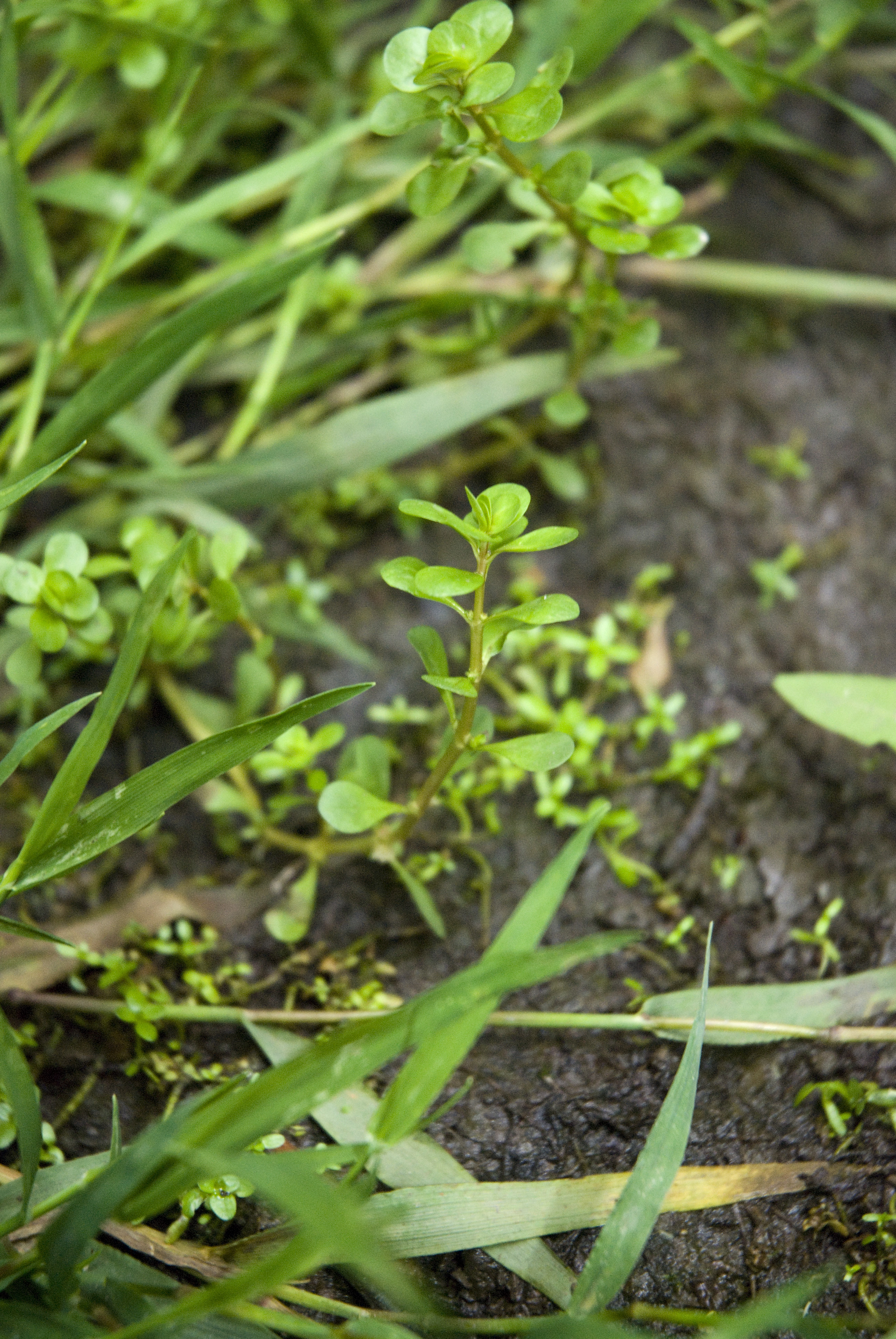
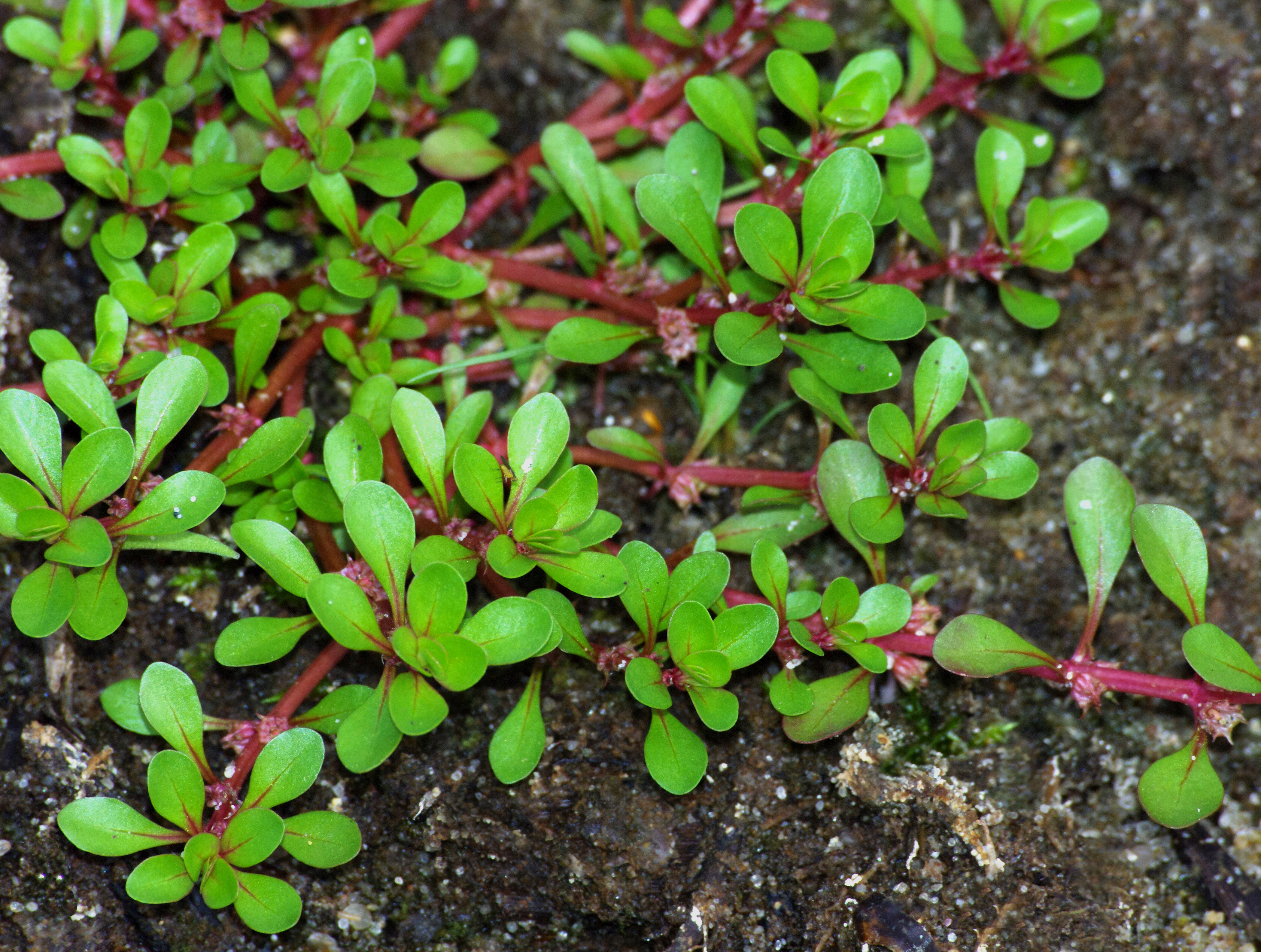
telepei
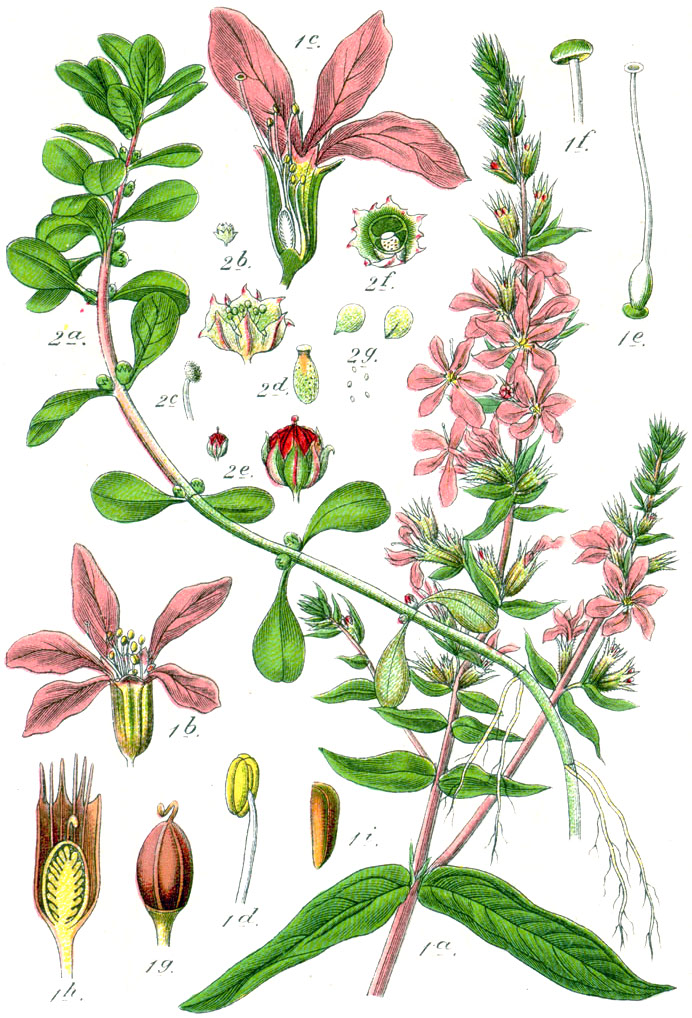
Rajz a növényről